# Luis Llana Moret
Luis Llana Moret (Valencia, 26 de agosto de 1911-Madrid, 12 de marzo de 1982), director de teatro español.
Fue el primer director del grupo teatral universitario El Búho, en el que compartió actividades junto con Max Aub. Este grupo participaba en las campañas para acercar el teatro al pueblo, como del mismo modo hacía "La Barraca" de Federico García Lorca.
Represaliado tras la guerra civil española, fue condenado a pena de prisión.
- Datos: Q5983772